# Armando Vélez
Armando Vélez (Moquegua, 1833-Lima, 1903) fue un médico y político peruano.
En 1856 ingresó a la Facultad de Medicina de San Fernando que acababa de surgir oficialmente, reintegrándose al seno de la Universidad Mayor de San Marcos, siendo su primer decano el célebre doctor Cayetano Heredia. Se graduó de bachiller en medicina en 1861, con su tesis «Anatomía patológica de las verrugas», que fue uno de los primeros trabajos científicos sobre las lesiones cutáneas causadas por la verruga peruana. Fue publicado en La Gaceta de Lima, año 1861, N.º 110. Ese mismo año se recibió de médico cirujano.
Pasó a ejercer la docencia en su alma mater, siendo sucesivamente catedrático auxiliar de la Facultad de Medicina (1862), catedrático interino de terapéutica y materia médica (1866); catedrático interino de patología general (1866) y catedrático principal en la misma materia (1871).
En 1876 fue elegido senador por Moquegua ante el Congreso de la República, cargo que ejerció hasta 1879. Fue uno de los médicos que atendió al entonces presidente de la Cámara de Senadores, Manuel Pardo y Lavalle, luego de que este sufriera un atentado de parte del sargento Melchor Montoya a la entrada del Senado, el 16 de noviembre de 1878, comprobando la gravedad de la herida de bala del expresidente, que al poco rato lo condujo a su fallecimiento. Fue también uno de los que realizaron la autopsia y el embalsamamiento del cadáver.
Fue miembro fundador de la Academia Libre de Medicina (1885), que se convirtió luego en Academia Nacional de Medicina (1888), de la que fue presidente de 1893 a 1894.
Por esos años siguió ejerciendo la docencia en San Marcos. En 1889 pasó a ser catedrático de Clínica Médica de Mujeres, que se hallaba vacante por jubilación del doctor José J. Corpancho. Por entonces era también subdecano de la Facultad de Medicina, siendo decano el doctor Leonardo Villar Navedas.  Y en 1899 fue elevado al decanato, que ejerció hasta 1903. Bajo su gestión se inauguraron los trabajos del nuevo edificio de la Facultad.